# عمر أنور
عمر أنور (1 يوليو 1983 في المملكة المتحدة - ) (بالإنجليزية: Omar Anwar)‏ هو لاعب كريكت بريطاني.